# Seznam hrvaških kiparjev
Seznam hrvaških kiparjev.

## A
- Andrija Aleši (Alessi)
- Mato Andrić (kipar)
- Kosta Angeli Radovani
- Grga Antunac
- Antun Augustinčić
- Borka Avramova

## B
- Antun Babić
- Robert Baća
- Belizar Bahorić
- Vojin Bakić
- Petar Barišić
- Viktor Bernfest
- Bruno Bersa
- Lujo Bezeredi (Bezeredy)
- Neven Bilić
- Peruško Bogdanić
- Jasna Bogdanović
- Emil Bohutinsky
- Kruno Bošnjak
- Vojta Braniš (češko-hrvaški)
- Slavko Brill
- Stjepan Brlošić
- Jagoda Buić
- Ivan Bulimbašić
- Branko Bunić
- Andrija Buvina

## C
- Zvonko Car
- Šinun (Simenone) Carrara
- Bogdan Cerovac (hrv./istrsko-češki)
- Milan Cindrić
- Antonio Corradini (italijansko-hrv.)
- Frane Cota
- Brane Crlenjak

## Č
- Alojz Čargonja
- Julije Čikoš-Sesija
- Zlatko Čular
- Mate Čvrljak

## Ć
- Ferdo Ćus

## D
- Ante Dabro
- Vera Dajht-Kralj
- Juraj Dalmatinac
- (Vlasta Delimar)
- Josip Demirović - Devj
- Iva Despić-Davidović
- Branislav Dešković
- Josip Diminić
- Dominik (15. stol.)
- Vatroslav (Ognjen) Donegani
- Vatroslav Drenski
- Slavomir Drinković
- Šime (Šimun) Dujmović
- Ivan Duknović (Ioannes Dalmata/Giovanni da Tra`u)
- Dušan Džamonja

## F
- Krešimir Farkaš
- Augustin Filipović (hrv.-kanadski)
- Dragutin Filipović
- Lovro Findrik
- Vinko Fišter
- Rudolf Frais
- Robert Frangeš-Mihanović
- Andrija Frank (sin kamnoseka Antona Franka, po rodu iz Slovenije)
- Ignjat Franz (moravsko-hrv.)

## G
- Mladen Galić (1934-)
- Lily Garafulić (1914-2012)
- Aleksandar Garbin
- Raul Goldoni (1919-1983)
- Pavao Gospodnetić
- Stjepan Gračan (1941-2022)
- Neda Grdinić
- Mile Grgas (1934-2018)
- Josip Grgević
- Zdenko Grgić (bos.-hrv.)
- Bruno Stane Grill (hrv.-nem.)
- Ale (Aleksandar) Guberina (1946-2022)
- Ante Guberina (sin zgornjega)
- Hinko Gudac

## H
- Kiril (Ćiril) Halačev (bolgarsko-hrvaški)
- Martin Hegedušić
- Vladimir Herljević
- René Hollós
- Davorin Martin Hotko
- Petar Hranuelli
- Kažimir Hraste

## I
- Trpimir Ivančević (hrv.-češki)
- Ivan Rabljanin
- Ratko Ivančić
- Ante Ivanišević
- Ruda (Rudolf) Ivanković
- Ferdo Ivanščak
- Sanja Iveković

## J
- Ante (Soni) Jakić (1930-1996)
- Stanko Jančić (1932-2018)
- Želimir Janeš (1916-1996)
- Ivo Jašić
- Robert Jean-Ivanović
- Višnja Jelačić (1928-2007) (keramičarka)
- Hinko Juhn
- Svjetlan Junaković
- Juraj Dalmatinac
- Ilija Jurić (Argentina)
- Slavko Jurić
- Jurina (15. stol.)
- Ivan Jurišić -  Zane

## K
- Ksenija Kantoci (1909-1995)
- Tomislav Kauzlarić
- Nikola Kečanin
- Ivo (Ivan) Kerdić
- Stjepan Kičin
- Šimo Klaić
- Marijan Kocković
- Gabri(j)ela Kolar
- Petar Kolarić
- Slavko Kopač
- Petar Kos (1917-2007)
- Kosta (Konstantin) Kostov
- Ante Kostović
- Ana (Anica) Kovač
- Dora Kovačević (1951-)
- Kuzma Kovačić (1952-)
- Ivan Kožarić (1921-2020)
- Ivo Krajnović
- Miroslav Kraljević
- Antonija Krasnik
- Đorđe Kreča
- Vlado Kristl?
- Ivan Križanac
- Alfred Krupa (1915-1989)
- Andrija (Andro) Krstulović (1912-1997)
- Mihajlo Krstulović
- Frano Kršinić
- Milan Kruhek
- Paul Kufrin
- Drago Kuharec
- Mila (Milena) Kumbatović (-Gliha)
- Mijo Kuzman

## L
- Milena Lah (r. Stibilj) (slov.-hrv.)
- Francesco Laurana (hrv.-it.)
- Stipo Ledić
- Josip Leović?
- Ivan Lesiak
- Jean Likić
- Vasilije (Vasko) Lipovac (1931-2006)
- Zvonko (Zvonimir) Lončarić - Riba
- Ivo (Ivan) Lozica
- Lujo (Alojzije) Lozica
- Stevan Luketić (črnogor.-hrv.)
- Stephan Lupino (Ivan Lepen)

## M
- Velibor Mačukatin (1919-2010)
- Josip Makjanić
- Ante Marinović (hrv.-srb.)
- Josip Marinović
- Josip Markoz?
- Marijan Matijević
- Vinko Matković
- Damir Matušić
- Rudolf Matutinović
- Ivan Meštrović
- Antonio Michelazzi (Rijeka)
- Valerije Michieli (1922-1981)
- Slavko Miletić
- Ivan Mirković
- Marijan Mirt
- Ivan Mitrović
- Gualtiero Mocenni (Istra/Pula-Italija)
- Antun Motika?
- Luka Musulin

## N
- Sandra Nejašmić-Pirnat
- Oscar Nemon (hrv.-angl.)
- Ljerka Njerš

## O
- Izvor Oreb
- Mirko Ostoja
- Tomislav Ostoja

## P
- Petar Palavičini (Pallavicini)
- Julij Papič /Julije Papić (slov.-hrv.)
- Nikola Pečko
- Dujam Penić
- Pavao Perić
- Svitoslav Peruzzi (slov.-hrvaški)
- Ratko Petrić
- Leonard Petrović (15. stoletje)
- Alfred Pilc (slov.?-hrv.)
- Matija Pitinac
- Josip Poljan (1925-2015)
- Dimitrije Popović (črnogorskega rodu)
- Vesna Popržan 1952-

## R
- Ivan Rabljanin
- Vanja Radauš
- Željko Radmilović
- Radovan (Trogir)
- Kosta Angeli Radovani
- Ante Rašić
- Antun Reiner (18. stol.)
- Ivan Rendić
- Alija Rešić (bosansko-hrvaški: 30 let v Istri)
- Vjenceslav Richter
- Toma (Tomo) Rosandić
- Aleksandar Rukavina
- Vjekoslav Rukljač
- Heda Rušec
- Branko Ružić

## S
- Ivan Sabolić
- Stipe Sikirica (1933-)
- Petar Smajić
- Aleksandar Srnec
- Petar Stefanutti
- Slavko Stolnik
- Ljubomir Stahov (1944-)
- Marin Studin (1895-1960)

## Š
- Ljerka Šibenik (1935-)
- Antun Šimek
- Šimun Dubrovčanin
- Boris Šimunović
- Mladen Šimunović
- Juraj Škarpa
- Vlatka Škoro
- Franjo Šnajdar
- Miroslav Šutej
- Rudolf Švagl-Lešić
- Antun Boris Švaljek

## T
- Lavoslav Torti
- Josip Turkaly (Jozo/Joza Turkalj)

## U
- Marija Ujević-Galetović (1933-2023)
- Juraj (Đuka) Utješinović (15. stol.)

## V
- Rudolf Valdec
- Branko Vlahović (1924-1979)
- Frane Vranjanin / Francesco Laurana (15.stol.)
- Jozo Vrdoljak
- Nikola Vrljić (1980-)
- Miro Vuco (1941-)
- Nikola Vudrag
- Šime Vulas (1932-2018)

## Z
- Đurđa Zanoški